# Asota lkorquini
Asota lkorquini är en fjärilsart som beskrevs av Jean Baptiste Boisduval. Asota lkorquini ingår i släktet Asota och familjen nattflyn. Inga underarter finns listade i Catalogue of Life.